# 二十四の瞳映画村
二十四の瞳映画村（にじゅうしのひとみえいがむら）は香川県の小豆島にある映画と文学のテーマパーク。

## 概要
1987年公開の映画「二十四の瞳」の小豆島ロケのオープンセットを活用した施設群である。
壺井栄の小説『二十四の瞳』は、1954年と1987年に映画化された。映画『二十四の瞳』では、物語の舞台を、原作にはない小豆島と設定し、ロケも同地で行われた。
このテーマパークは、田中裕子主演による1987年版映画『二十四の瞳』の映画撮影で使用された「岬の分教場」と、大正から昭和初期の民家、男先生の家、漁師の家、茶屋、土産物屋など14棟のオープンセットを公開している。
以降も、テレビドラマ『二十四の瞳』で平成17年日本テレビ版（出演 黒木瞳・小栗旬・蒼井優・渡部篤郎）や平成25年テレビ朝日版（出演 松下奈緒・濱田岳・玉山鉄二・中村梅雀・柄本明）で、ＮＨＫ特集ドラマ『二十四の瞳』（土村芳・中島歩・麻生祐未・濱田マリ・宇野昌平・白鳥玉季・川島鈴遥・今井悠貴・加藤小夏・仁村紗和・國村隼）で使用され、『二十四の瞳』以外でも、映画『八日目の蝉』（成島出監督・出演　永作博美・井上真央・小池栄子・森口瑤子・渡邉このみ・余貴美子・平田満・風吹ジュン・劇団ひとり・田中泯）2011年）やテレビドラマ『ラブレター』（TBS・愛の劇場40周年記念作品）といった小豆島を舞台にした作品や、トヨタパッソをはじめとしたCMや古い村や学校が登場するドラマ撮影で利用されている。
また、瀬戸内海に面する約1万m2の敷地内には、「二十四の瞳」原作者である小説家壺井栄を顕彰して設立された壺井栄文学館や、「二十四の瞳」を主に上映する「ギャラリー松竹座映画館」などの施設がある。2008年11月には、1950年代の邦画をテーマとする「キネマの庵」もオープンした。 ここには映画製作会社の東宝・東映・松竹・日活・大映（現KADOKAWA著作管理）のブースがあり、代表的な作品の予告編映像をはじめ年表などで古い良き邦画を紹介している。また、作品賞をはじめ第35回日本アカデミー賞10冠を獲得した小豆島を舞台とした映画『八日目の蝉』の展示があり、監督賞のアカデミートロフィーや監督の台本・絵コンテ・撮影に使用した衣装等の展示もある。2013年には映画館を山田洋次、山田太一や俳優陣によるコメントを公開したギャラリーを増設し、映画監督橋口亮輔・リリー・フランキー・スタジオジブリ鈴木敏夫をようしてトークイベント「喋楽苦」を開催するなど活発な活動が目立つ。2014年9月に約54Mの外壁を昭和30年代からの名作で構成したパネルアート「シネマ・アートウォール」を建設しており、日本映画と文学を楽しめる施設になっている。また、「瀬戸内国際芸術祭」の作品 2016年清水久和「愛のボラード」、2019年入江早耶「漁師の夢」、2025年尾身大輔「ヤザイモン蛸」の展示もあり、4月中旬には小豆島で初となる映画本を中心としたBookcafe「書肆海風堂」がオープン。ここには女優・作家高峰秀子ギャラリーを併設しており、高峰愛用のバックや生原稿も展示している。全国で一番、女優・作家 高峰秀子と脚本家 松山善三の関連本を取り扱っている書店でもある。
2018年アート展示を目的に「Gallery KUROgO」がオープン。オープニングイベントして、俳優　永瀬正敏写真展「flow」・永瀬正敏トークイベントを開催し人気を博した。この「Gallery KUROgO」では定期的に作家等による企画展を開催している。2019年7月フィギュア最大手の海洋堂公認ギャラリー「フィギュアギャラリー海洋堂」をオープン。店内は非売品を含め、映画・アニメ・ヒーロー・動物・アート・文化など幅広く展開しており、一部購入商品もあることで外国人や団塊の世代を中心に人気を集める。
2020年4月に大型クルーズ客船が映画村前に寄港することから、バリアフリーの浮桟橋（8ｍ×20ｍ）を整備。干潮時喫水-6m・満潮時-8m。チャーター船やヨットでの寄港観光地として、直島・犬島・豊島等の島々とのツアーが増えると考えられる。
なお、「岬の分教場」の原型となった1902年に建設された旧田浦尋常小学校は、映画村の800M手前に現存する。そちらは小説・映画の影響もあり「教育の原点」であると全国から今も教員の来館が後を絶たない。

## 施設
旧苗羽小学校田浦分校（旧田浦尋常小学校）
1902年の開校から1972年の閉鎖まで70年間、村の小学校として使用された寄棟平屋建校舎（教員住宅を含む）で、映画村手前800mに現存する。映画村内の現在地にこの校舎のセット（複製）が建設されて「岬の分教場」として映画の主要な舞台になった。校舎内には当時の小学生の作品や机椅子、オルガンとともに、映画のロケで使用された小道具や数々の写真が展示されている。
ギャラリー松竹座映画館
1階のギャラリーと映画館（ミニシアター）、2階Bookcafe「書肆海風堂」（2016年4月オープン）。ギャラリーは昭和30年代の映画館を再現しており、往年のスター達のブロマイドが飾られ、山田洋次監督をはじめ映画業界で影響力のある俳優達のコメントなどを紹介。映画館では木下惠介監督・高峰秀子主演「二十四の瞳デジタルリマスター版」を上映している。現在、北京繁体字字幕付き上映で台湾・中国の方にも優しい配慮が行われている。座席数40。
- 上映時間 - 9時～17時00分～（3回目）最後は17時閉村のため最後まで見られない。コラボ企画と称して企画開催時は劇団☆新感線のゲキ×シネを上映している場合もある。

壺井栄文学館
銅葺3棟の建物。内部に東京都中野区にある壺井栄の旧邸内部「いろりの間」、「応接の間」などを再現し、小説「二十四の瞳」の生原稿や生前の愛用品を展示する。壺井栄の紹介写映像で女優 倍賞千恵子が案内。壺井栄肖像写を信楽焼の陶板で焼き付けるなど工夫している。。
キネマの庵
1950年代日本映画黄金期資料や各映画会社の代表作予告編映像の上映など懐かしいスポット。隣のcafeシネマ倶楽部では、アルマイトの食器が懐かしい給食セットを食べることが出来る。また2012年日本アカデミー賞10冠の映画「八日目の蝉」小豆島展を常設展として展示。
汐江海岸　ここからの景色は素晴らしく天気の良い日は大鳴門橋や淡路島・四国山地を見渡せる。
海岸沿いに展望台、漁師の家、旧苗羽小学校田浦分校のセットがある。
二十四の瞳天満宮

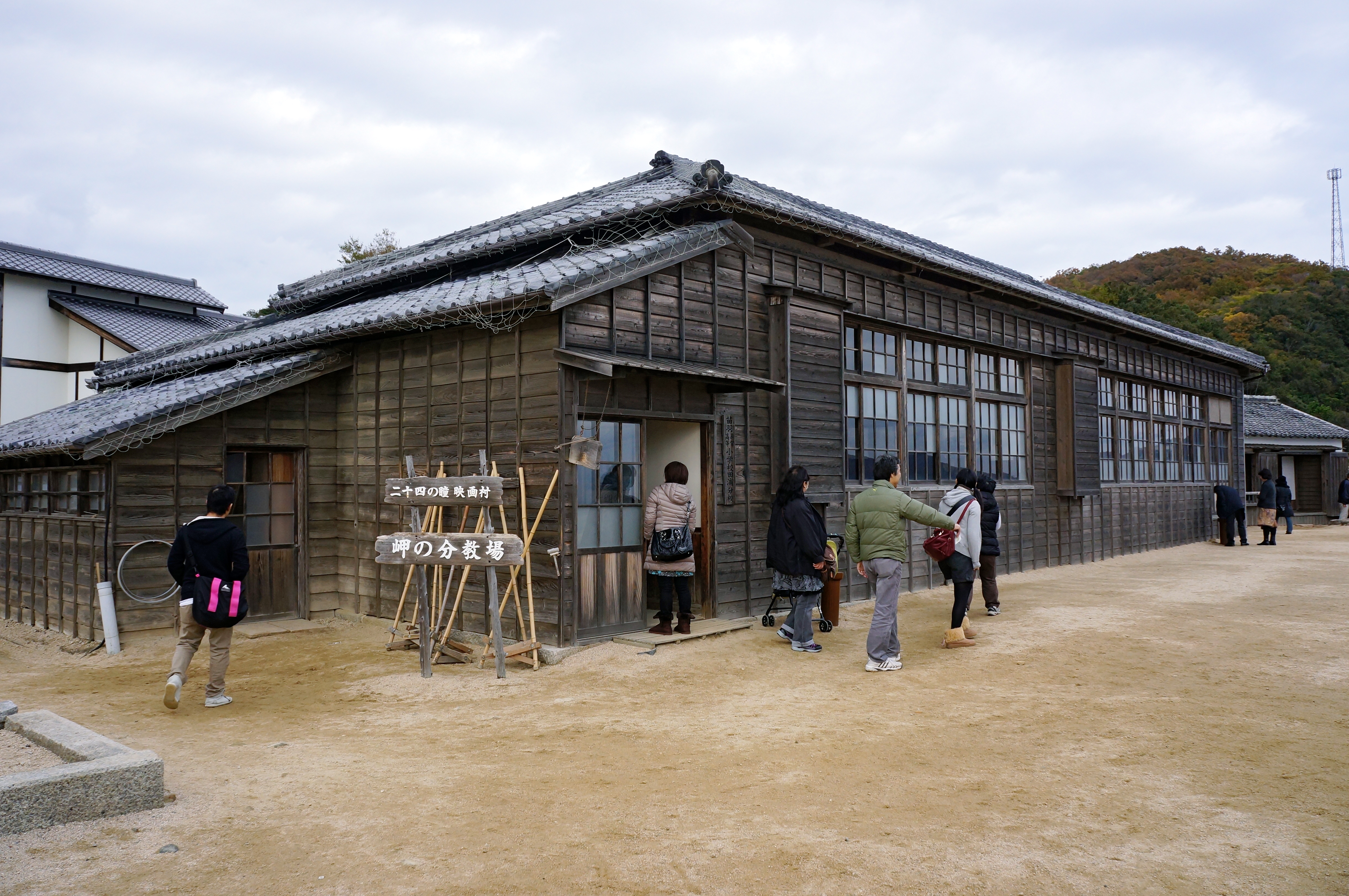
苗羽小学校田浦分校セット
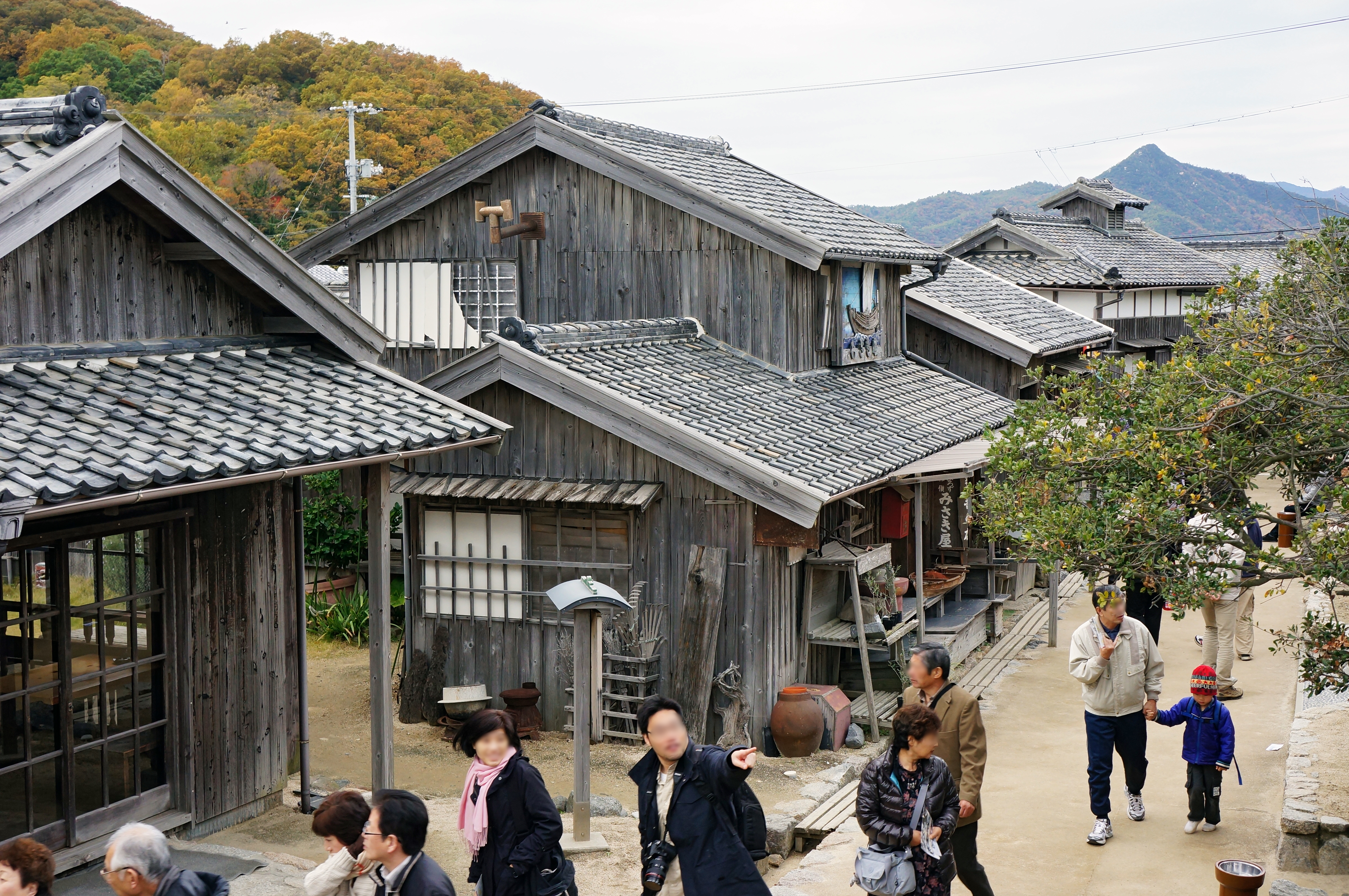
村内風景
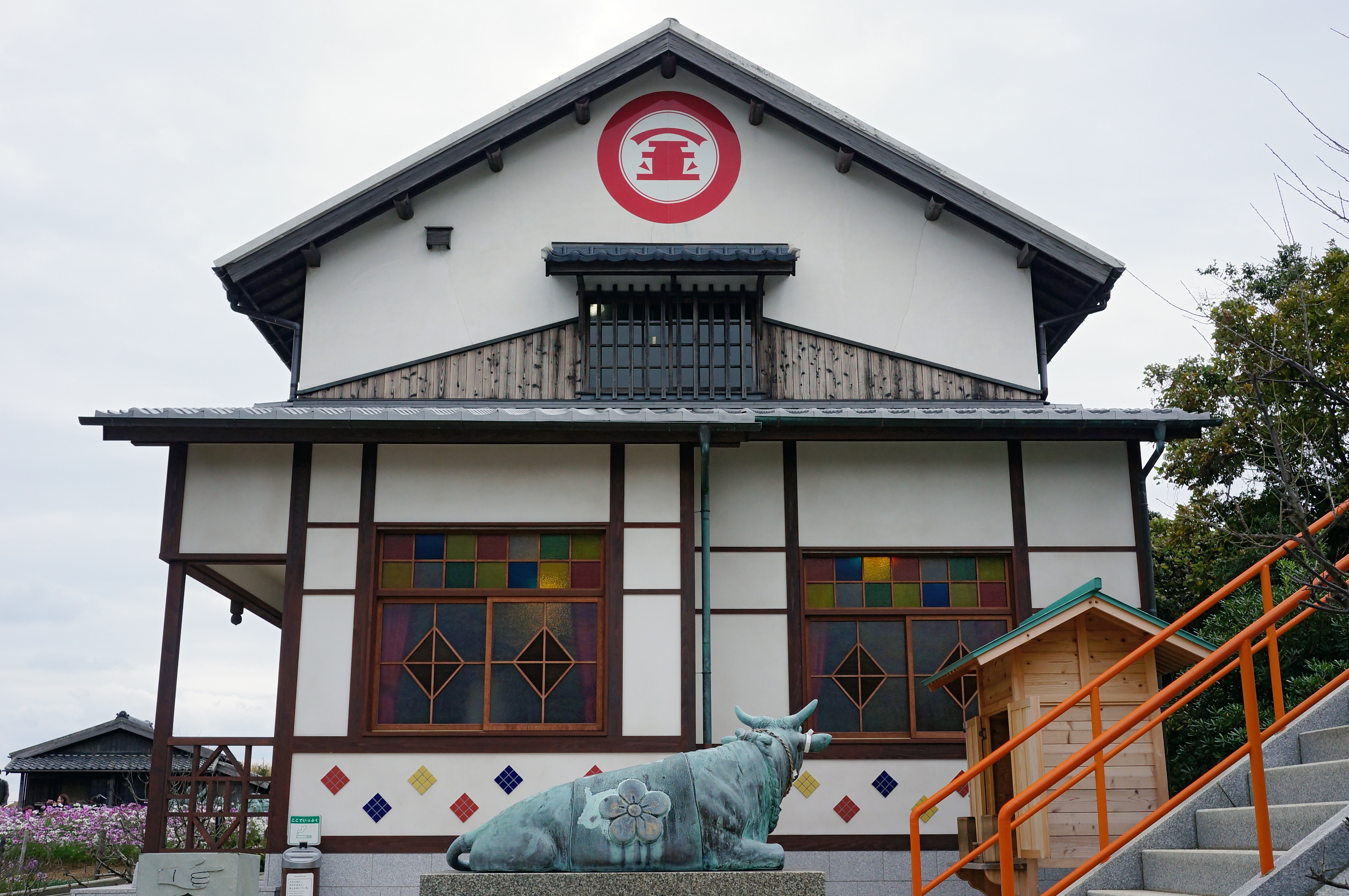
ギャラリー松竹座映画館
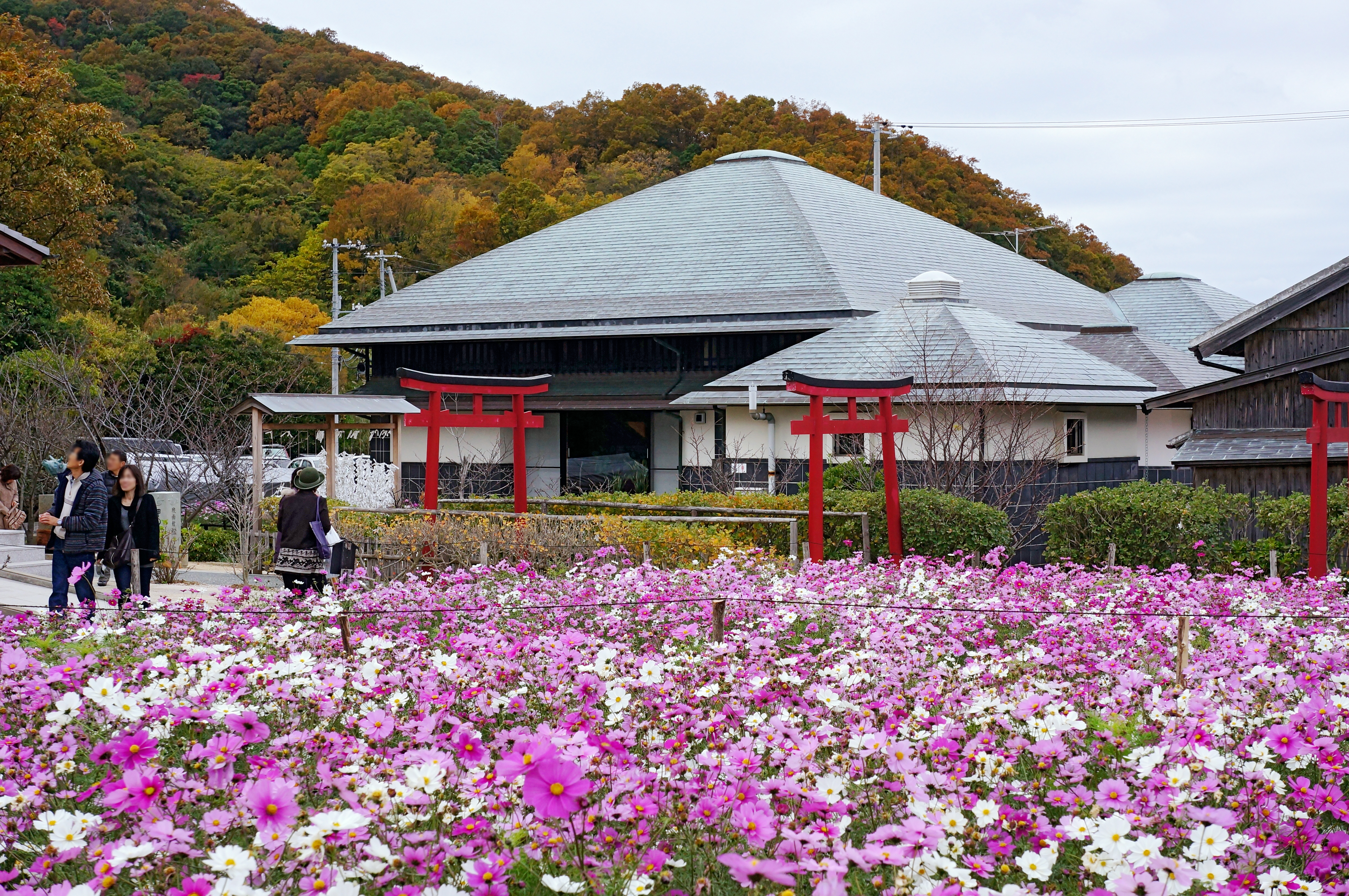
壺井栄文学館
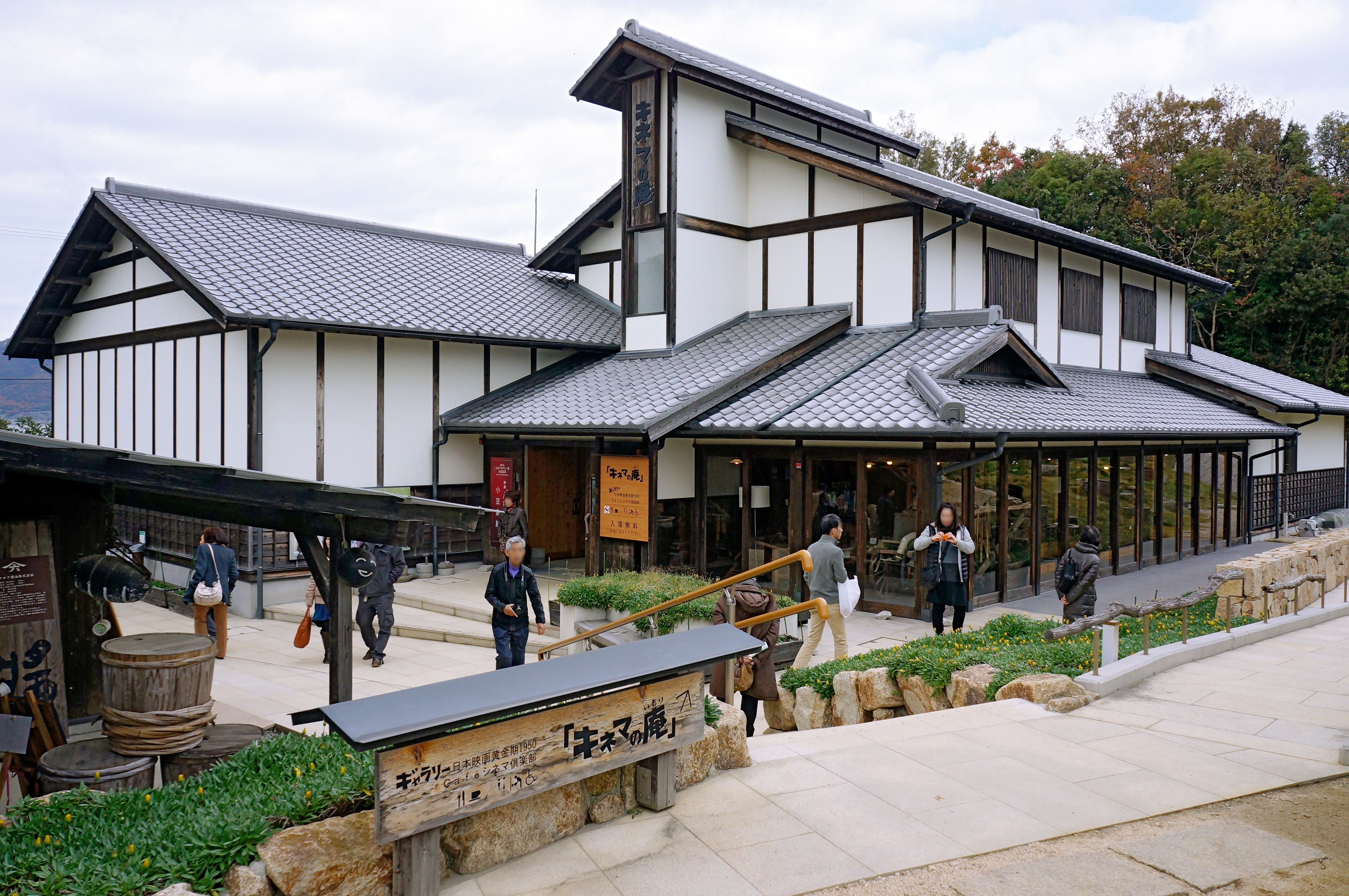
キネマの庵
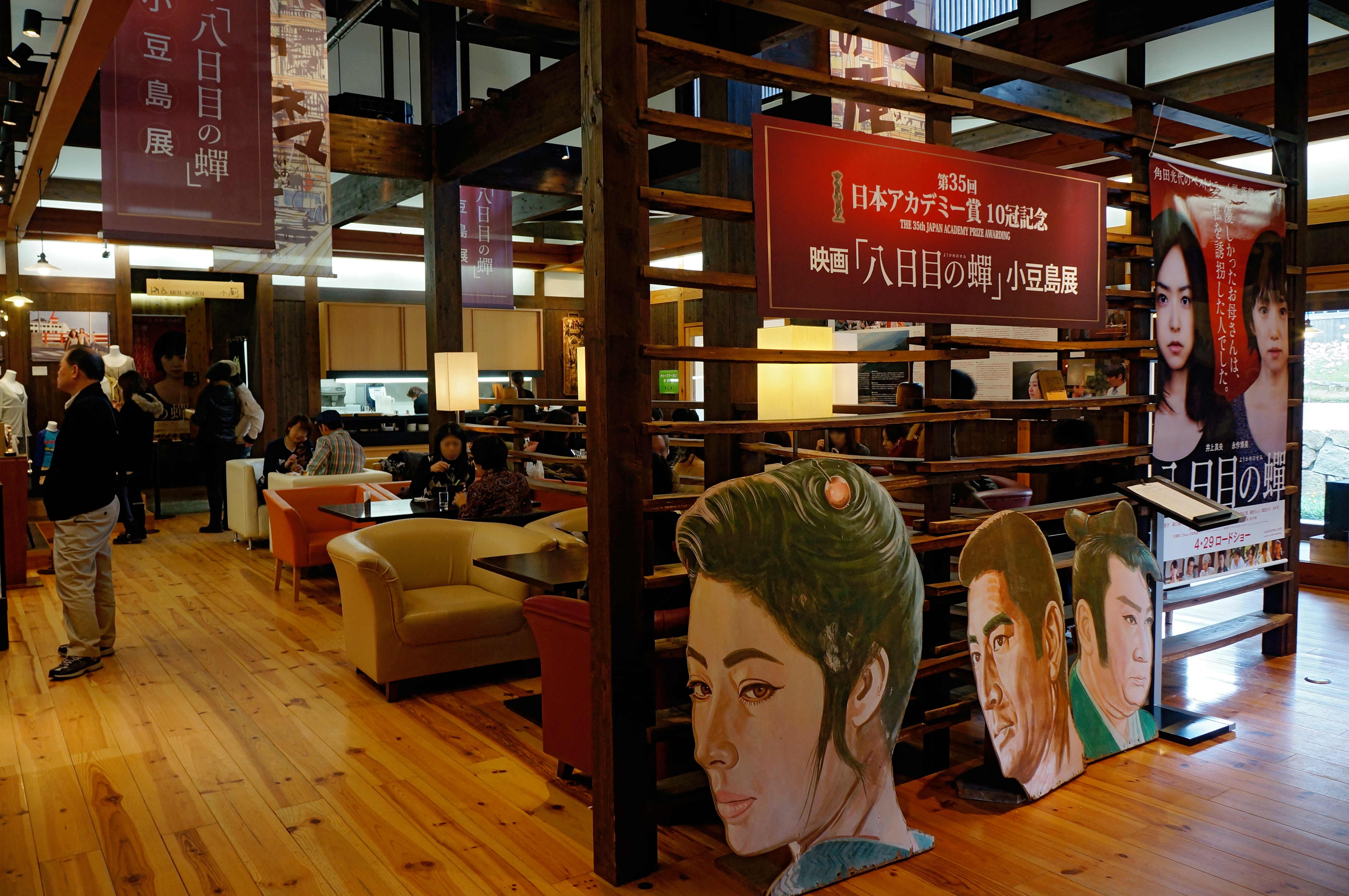
キネマの庵
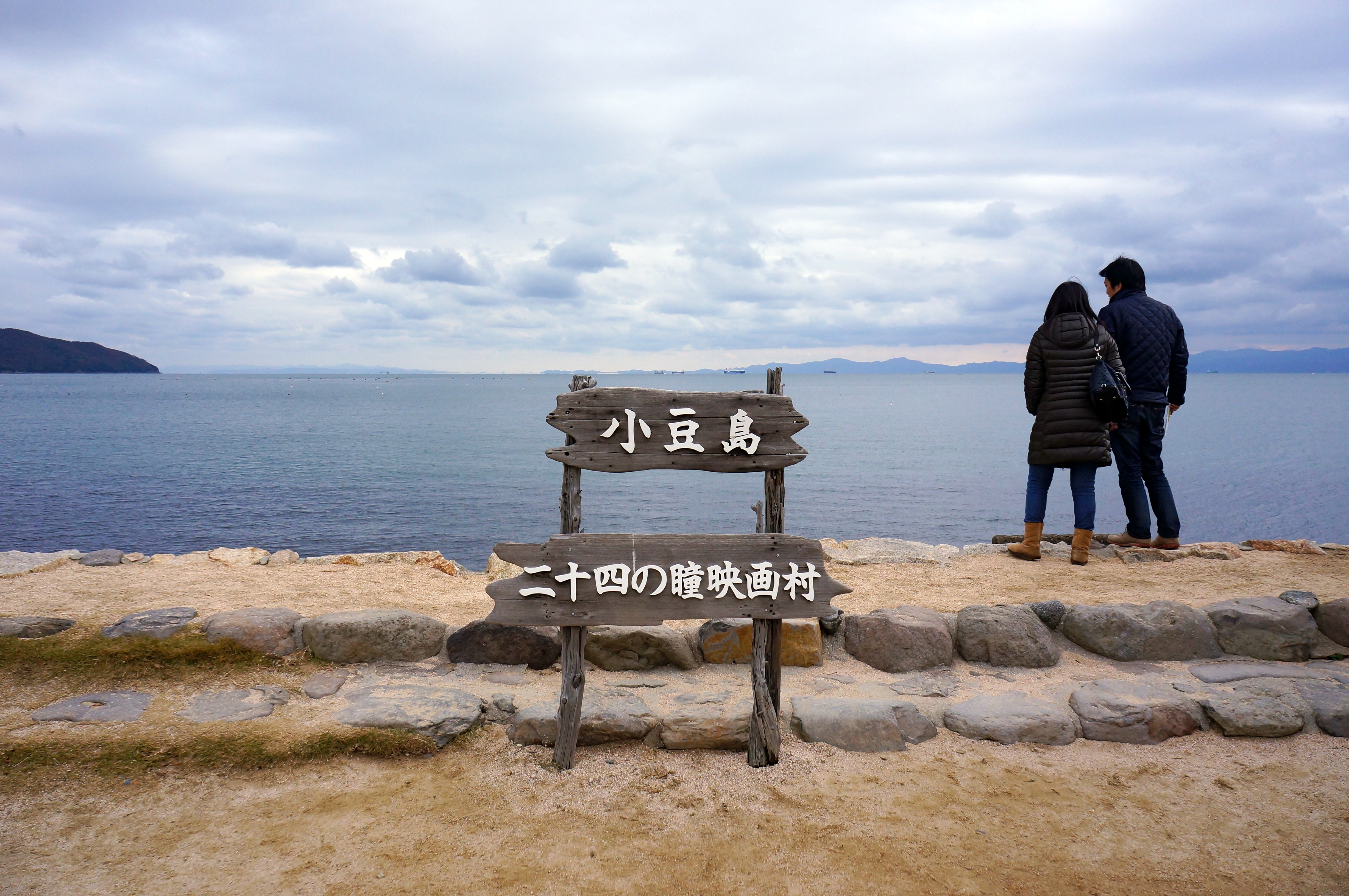
汐江海岸
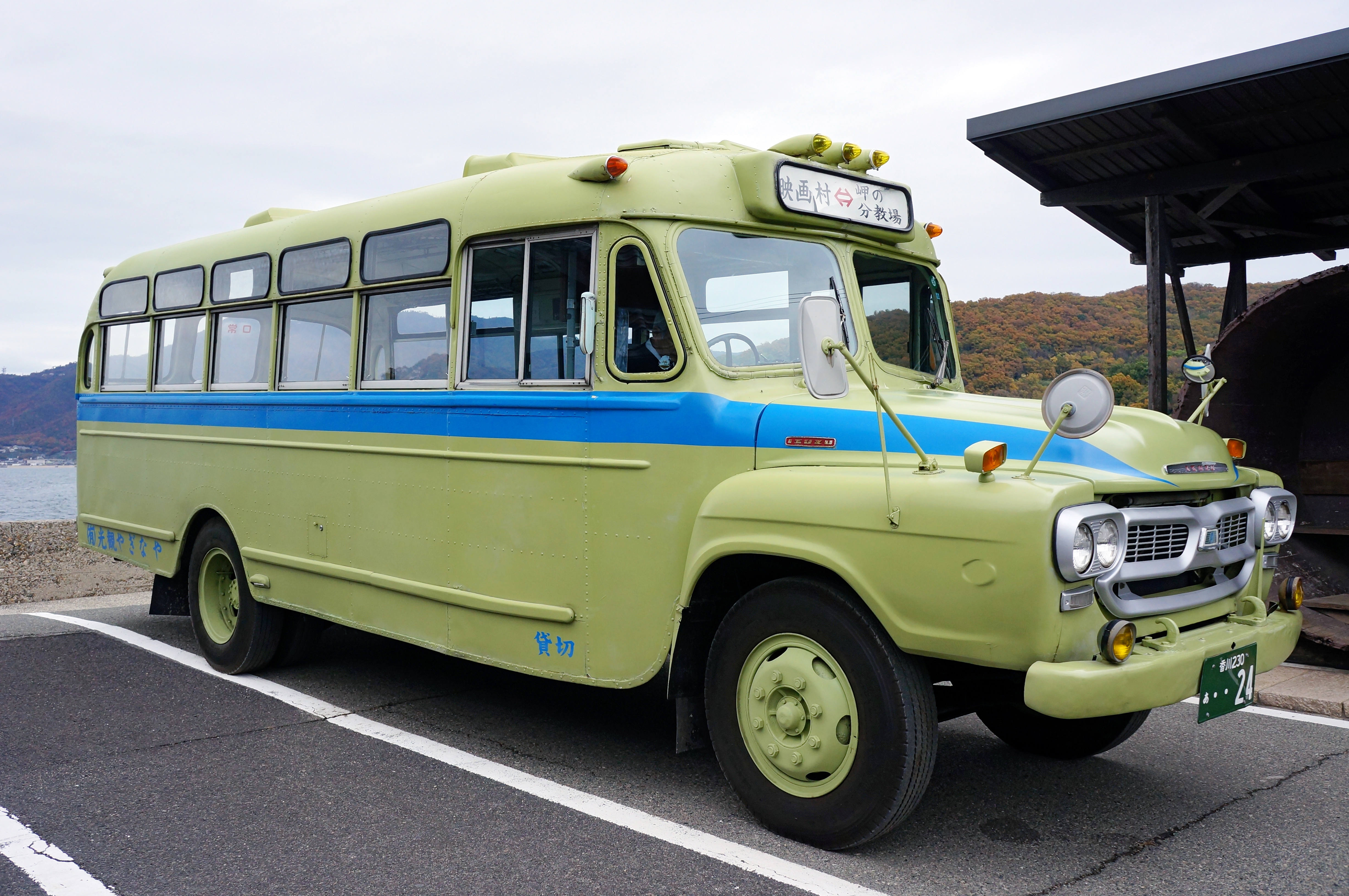
実在の旧苗羽小学校田浦分校と映画村を往復するバス

## 利用情報
- 入村時間 - 9時～17時
- 休村日 - なし（年中無休）

## 交通アクセス

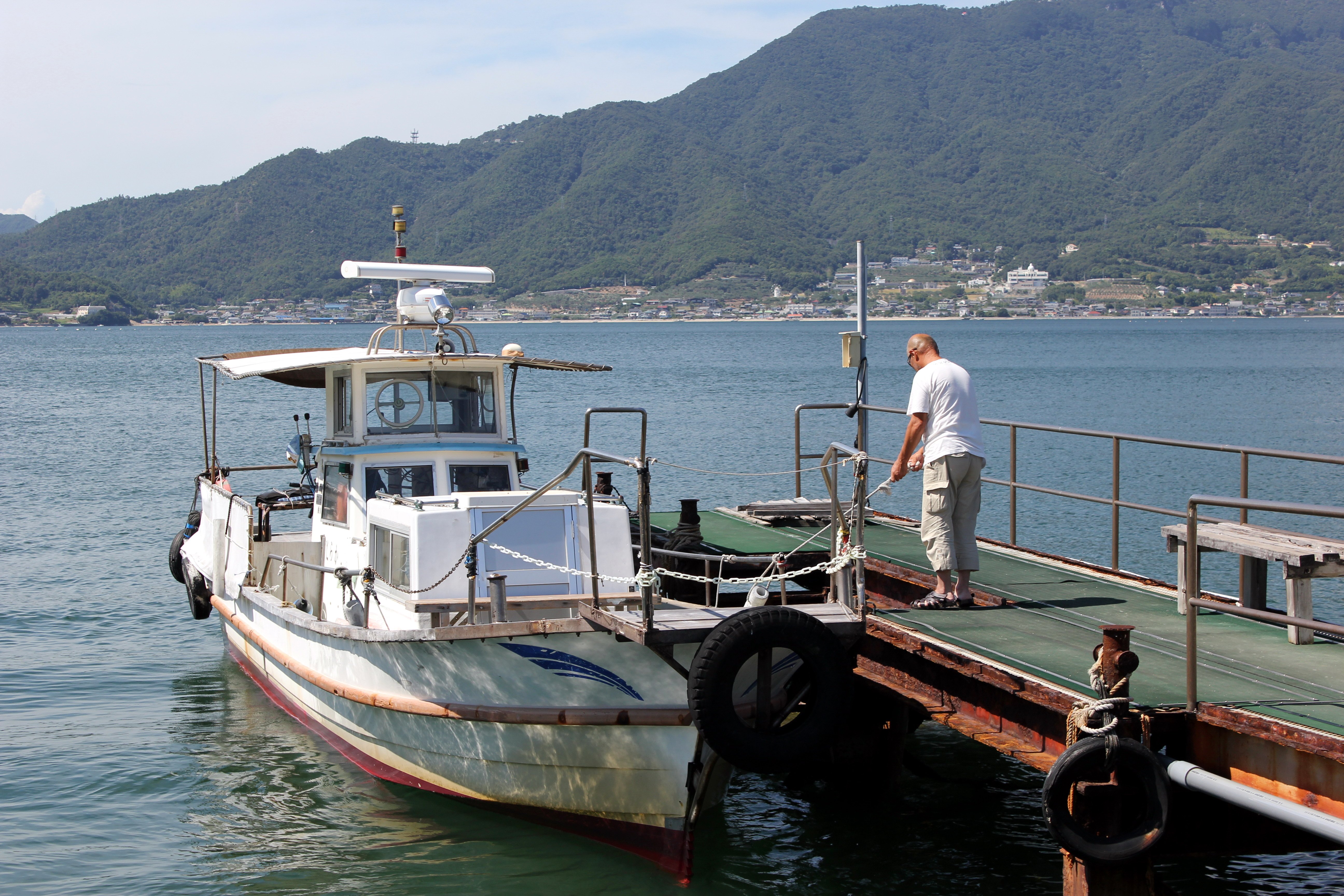
二十四の瞳映画村桟橋に待機中の渡し舟

- 神戸港・高松東港からジャンボフェリーで坂手港へ。坂手港からタクシーまたは小豆島オリーブバス坂手線で13分、「二十四の瞳映画村」下車、徒歩すぐ
- 現在、土庄港方面からは路線バスの本数が少ないため、オリーブ公園下のオリーブ・ナビ（オリーブビーチ）からほぼ毎日、渡し舟が出ている。渡し舟の所要時間は約10分のため、車で行くより数段早い。料金は片道大人500円・小人250円・自転車を乗せる人は別途250円が必要。不定期航路で、お客がいればいつでも運航する。オリーブ・ナビは駐車場無料なので、そこに車を置いて、渡し舟を利用することができる。渡し舟は12名乗りと小さい。運航スケジュールは映画村ホームページで確認できるが3月下旬～11月末までの運航。